# Zvonec (ptica)
Zvonec (tudi navadni zvonec, znanstveno ime Bucephala clangula) je dokaj majhna ptica iz družine plovcev (Anatidae). Doseže velikost 40 do 48 cm. Samec ima črno glavo z zelenim sijajem, rumeno oko, pod katerim je bela pika. Drugače je samec po trupu pretežno bel in črn. Samica ima temno rjavo glavo s sivim trupom in repom.
Gnezdi v borealnem pasu Evrazije in Severne Amerike, v Sloveniji pa je pogost prezimovalec.

## Podvrste
Prepoznani sta dve podvrsti:
- B. c. clangula (evrazijski zvonec) (Linnaeus, 1758) - subarktična območja od Škotske in Skandinavije do Sahalina in polotoka Kamčatka (jugovzhodna Rusija), proti jugu do severnega Kazahstana, severne Mongolije in Heilongjianga (severovzhodna Kitajska)
- B. c. americana (ameriški zvonec) (Bonaparte, 1838) - subarktična območja od zahodne Aljaske do Labradorja in New Brunswicka, proti jugu do severa ZDA